# Kamé Hamé Ha
 (mai 2024).
Pour les articles homonymes, voir Kamehameha.
Le Kamé Hamé Ha (かめはめ波, Kamehameha, litt. Vague destructrice de la tortue), également connu sous le nom de Kaméhaméha, est une technique fictive créée par Akira Toriyama dans le manga Dragon Ball en 1984. C'est la technique de combat la plus célèbre de l'œuvre, et l'attaque signature de son protagoniste, Son Gokû. Mais le premier à l'utiliser était Kamé Sennin (appelé aussi Tortue Géniale) qui a mis 50 ans pour la maîtriser.

## Description
(mai 2024).
C'est une technique très puissante inventée par Kamé Sennin. Le nom de cette technique est à la fois une référence à Kamehameha Ier, premier roi de Hawaï, et un jeu de mots contenant les expressions Kamé (« Tortue », faisant référence à Kamé Sennin) et Ha (« Vague », un terme courant lors des attaques à base de vagues d'énergie).
Cette technique consiste à concentrer toute l'énergie potentielle de son corps, ce qui forme une boule d'énergie entre les mains, et à la propulser en une fois avec force vers l'adversaire. Les personnages ayant été en mesure de maîtriser cette technique sont dans l'ordre chronologique :
- Kamé Sennin : l'inventeur de la technique.
- Grand-père Son Gohan : le plus brillant élève de Kamé Sennin avant l'arrivée de Son Goku. On ignore quand celui-ci l'a apprise.
- Son Goku : il l'apprend enfant au mont Fry Pan rien qu'en observant Kamé Sennin le pratiquer. Il l'a appris en quelques secondes alors que Kamé Sennin a mis 50 ans à y arriver.
- Yamcha : il l'apprend en secret durant son année d'entraînement chez Kamé Sennin, et l'utilise pour la première fois contre Ten Shin Han lors du 22e Tenkaichi Budokai.
- Krilin : celui-ci a longtemps cru qu'il n'avait pas le potentiel pour réaliser la technique, mais s'essayera à cette dernière alors qu'il est acculé face à Chaozu lors du 22e Tenkaichi Budokai. Il parviendra ainsi à réaliser son premier Kamé Hamé Ha et vaincre son adversaire.
- Ten Shin Han : celui-ci produit son premier Kamé Hamé Ha face à Kamé Sennin (alias Jackie Chun) lors de la demi-finale du 22e Tenkaichi Budokai après avoir observé Yamcha et Krilin pratiquer les leurs quelques heures plus tôt. Il est le premier individu à maîtriser la technique en n'ayant jamais été élève de l'école de Kamé Sennin.
- Son Gohan : le fils aîné de Son Goku n'a pas appris les arts martiaux au côté de son père ou d'un quelconque membre de l'école de Kamé Sennin, mais de Piccolo. Ainsi, pendant une bonne partie de son enfance, le Kamé Hamé Ha n'a pas fait partie de son répertoire de techniques. Néanmoins, celui-ci finit par l'apprendre lors de son entraînement de trois ans au côté de son père en vue de contrecarrer la menace des cyborgs.
- Cell : la créature du Dr Gero a été conçue à partir de cellules de divers guerriers dont Son Goku, et ce à un âge avancé de ces derniers. Elle dispose donc par mémoire génétique de l'ensemble des techniques que ces derniers maîtrisaient au moment où leurs cellules furent prélevées. Le Kamé Hamé Ha est donc une technique que Cell connait depuis sa naissance sous sa toute première forme.
- Son Goten : le fils cadet de Son Goku apprend très jeune les arts martiaux au côté d'abord de sa mère pour les rudiments puis de son grand frère. Le Kamé Hamé Ha fait partie des techniques qu'il assimilera.
- Boo : celui-ci apprend la technique en la subissant de la part de Son Goku alors qu'il l'affronte sous sa forme de Super Saiyan 3. C'est le Boo sous sa forme Majin qui l'apprend mais même après sa séparation en deux formes (innocente et maléfique), les deux avatars de son corps savent utiliser la technique.
- Gotenks : ce personnage résultant de la fusion entre Trunks et Son Goten, celui-ci maîtrise l'ensemble des techniques des deux personnages, donc du Kamé Hamé Ha de Son Goten et de Trunks.
- Vegetto : ce personnage résultant de la fusion entre Vegeta et Son Goku, maîtrise l'ensemble de leurs techniques dont le Kamé Hamé Ha de Son Goku.
- Oob : la réincarnation du Boo maléfique détruit par Son Goku devient par la suite son élève. Celui-ci lui enseigne le Kamé Hamé Ha.
- Pan : la petite-fille de Son Goku a appris le Kamé Hamé Ha en observant celui-ci lors de sa première aventure dans Dragon Ball GT. Elle le met en œuvre lors de l'affrontement contre Ryu Shenron.
- Gogéta : cet être est également issu d'une fusion entre Vegeta et Son Goku, et maîtrise donc tout naturellement le Kamé Hamé Ha.
- Black Goku : dans Dragon Ball Super, quand Zamasu vola le corps de Son Goku, il eut accès à certaines de ses techniques, dont le Kaméhaméha (appelé Black Kamé Hamé Ha dans le jeu Dragon Ball Xenoverse 2).
- Trunks : On peut voir dans le film Dragon Ball Z : Attaque Super Warrior ! que Trunks utilise le Kaméhaméha avec Goten et Krillin

La puissance du Kamé Hamé Ha dépend en partie du niveau d'énergie de celui qui le pratique, mais pas uniquement. Ainsi, certains Kamé Hamé Ha sont plus destructeurs que d'autres, et peuvent être pratiqués par des personnages plus faibles à condition qu'ils puisent dans l'essentiel de leurs ressources. Par exemple, Kamé Sennin un très puissant combattant selon les standards humains, mais très faible selon les standards galactiques, est capable de produire un Kamé Hamé Ha détruisant la Lune lors du 21e Tenkaichi Budokai. Cette technique utilisée à pleine puissance à néanmoins le désavantage de drainer l'essentiel de l’énergie du combattant qui l'utilise, et nécessite donc un temps de repos et de sustentation avant de pouvoir être reproduite même sous sa forme ordinaire. Cette forme de projection d'énergie se rapproche ainsi de l'esprit de la technique du Genkidama, à savoir que chaque être vivant, même parmi les plus faibles, dispose dans chacune de ses cellules d'un potentiel immense capable d'être concentré et relâché (le Genkidama pouvant même être considéré comme un Kamé Hamé Ha consistant à rassembler non pas l'énergie d'un seul individu, mais de tous les êtres vivants dans un rayon donné).
Bien évidemment, même si des personnages plus faibles sont capables de produire des Kamé Hamé Ha à puissance dévastatrices allant bien au-delà de leur potentiel, il va sans dire que la même technique utilisée à potentiel maximal des personnages les plus puissants et drainant toute leur énergie ont un pouvoir d'anéantissement inimaginable. Le plus puissant Kamé Hamé Ha ayant ainsi été jamais produit (dans l'histoire officielle de Dragon Ball) le sera par Son Gohan, lors de son combat contre Cell, seule technique ayant été capable de détruire cette créature lorsqu'elle est sous sa puissance maximale.

## Variantes

### Principales
- Kamé Hamé Ha MAX (Kamehameha makusu pawa?, litt. Kamé Hamé Ha Max Power) : Seul Kamé Sennin l'utilise lors du 21e Tenkaichi Budokai face à Son Goku qui s'est transformé en singe géant. Il utilise la puissance maximale de son corps pour détruire la lune et redonner une forme normale à Son Goku. Par la suite, Kamé Sennin n'a plus la force d'utiliser à nouveau le Kamé Hamé Ha car son niveau de puissance est épuisé et se retrouve donc en mauvaise posture face à Son Goku.
  - Super Kamé Hamé Ha (超かめかめ波, Chō Kamehameha?, litt. Méga Kamé Hamé Ha) : Son Goku l'utilise face à Piccolo lors du 23e Tenkaichi Budokai pour contrer une de ses attaques. Il s'agit d'un Kamé Hamé Ha géant.
  - Kamé Hamé Ha enragé (Kyoukenbyou Kamehameha?, litt. Kamé Hamé Ha enragé) : Son Goku l'utilise pour neutraliser Freezer sur la planète Namek.
  - Méga Kamé Hamé Ha (スーパーかめはめ波, Chō Kamehameha?, litt. Super Kamé Hamé Ha) : Il s'agit d'un Kamé Hamé Ha surpuissant utilisé par Son Gohan en Super Saiyan 2 pour contrer le Kamé Hamé Ha de Cell. Il est de couleur jaune/bleu dans l'anime, au lieu d'être bleu comme un Kamé Hamé Ha normal[2],[3]. Appelé aussi "Kameha père-fils" car Gohan finit par être aidé par l'esprit de son père pour amplifier la puissance de son attaque.
    - Kamé Hamé Ha "Familial" : Cette technique est similaire à la précédente, mais elle sera utilisée par Son Gohan, Son Goten et l'esprit de Son Goku face à Broly dans le film Dragon Ball Z : Rivaux dangereux.
- Kamé Hamé Ha avec les pieds (足からかめはめ波, Ashi kara Kamehameha?, litt. Kamé Hamé Ha avec les pieds) : Utilisé lors du 23e Tenkaichi Budokai face à Piccolo. C'est un Kamé Hamé Ha fait avec les pieds laissant les mains libres.
- Kamé Hamé Ha ondulant (Magaru Kamehameha?, litt. Kamé Hamé Ha ondulant) : Utilisé par Son Goku lors de son affrontement contre Raditz et du combat contre le démon Piccolo quand il a retrouvé sa jeunesse. Il lui permet de contrôler la trajectoire du rayon, habituellement rectiligne.
- Kamé Hamé Ha contré (Kamehameha kaeshi?, litt. Contre-Kamé Hamé Ha)
- Kamé Hamé Ha retourné (かめはめ波返し, Kamehameha hane kaeshi?, litt. Kamé Hamé Ha retourné)
- Kamé Hamé Ha feinté (フェイントかめかめ波, Feinto Kamehameha?, litt. Kamé Hamé Ha feinté)
- Kamé Hamé Ha Instantané (瞬間移動かめかめ波, Shunkan idō Kamehameha?, litt. Kamé Hamé Ha en déplacement instantané) : Son Goku utilise ce Kamé Hamé Ha contre Cell. Il commence l'exécution du Kamé Hamé Ha dans le ciel tandis que Cell est au sol et, au dernier moment, utilise la téléportation pour se retrouver juste face à Cell. Cette technique crée un effet de surprise et l'adversaire n'a pas le temps de riposter ou d'éviter l'attaque. On peut toutefois se questionner sur la nature exacte de la technique : dans la version française, Son Goku prononce l'expression "lumière infinie", et les observateurs craignent alors qu'il ne désintègre la Terre en même temps que Cell.
- Multiple Kamé Hamé Ha (連続かめかめ波, Renzoku Kamehameha?, litt. Multiple Kamé Hamé Ha) : Utilisé dans le film Dragon Ball Z : Le Robot des glaces, par Son Goku, Krilin et Kamé Sennin contre le Dr Willow. C'est une technique ayant besoin de trois combattants (ou deux) qui créent un Kamé Hamé Ha chacun et qui explosent tous sur la même cible.
- Final Kamé Hamé Ha (ファイナルかめはめ波, Fainaru Kamehameha?, litt. Kamé Hamé Ha final) : Il s'agit de la combinaison du Final Flash de Vegeta et du Kamé Hamé Ha de Son Goku lorsqu'ils ont fusionné en Vegetto.
- Kamé Hamé Ha X10 (十倍かめはめ波, Jūbai Kamehameha?, litt. Kamé Hamé Ha puissance 10) : Cette technique est souvent utilisée par Son Goku lorsqu'il est transformé en Super Saiyan 4 dans Dragon Ball GT.
- Kamé Hamé Ha à retardement (Okureru Kamehameha?, litt. Kamé Hamé Ha à retardement) : Dans la série Dragon Ball GT, Son Goku, en Super Saiyan 4, utilise ce Kamé Hamé Ha contre Baby Vegeta. Il crée une sphère de Kamé Hamé Ha dans chaque main, les combine et lance son attaque. L'effet du Kamé Hamé Ha apparait au bout de trois minutes.
- Kamé Hamé Ha Instinctif ou Kamé Hamé Ha glissant : La technique en elle-même reste inchangée. Seule la façon dont elle est exécutée diffère. Son Goku, en Ultra Instinct, utilise cette variante contre Kafla lors du tournoi du pouvoir. Il se sert de la vague d'énergie concentrée entre ses mains pour glisser sur le kikoha de son adversaire et décoche ensuite son Kamé Hamé Ha à bout portant.

### Autre
- Kamé Kamé Ha (par Son Goten, de faible puissance et mal dirigée)

#### Édition simple
- Akira Toriyama (trad. du japonais par Kiyoko Chappe), Dragon Ball [« ドラゴンボール »], t. 35 : L’Adieu de Sangoku, Grenoble, Glénat, coll. « Shônen »,‎ 11 novembre 1998, 11,5 × 18 cm, couverture couleur, broché (ISBN 978-2-7234-2353-3 et 2-7234-2353-0, ISSN 1253-1928, présentation en ligne)
- Akira Toriyama (trad. du japonais par Olivier Huet), Le Dictionnaire de Dragon Ball, Grenoble, Glénat, coll. « Art of », 3 novembre 1999, 312 p., 18,8 × 26,3 cm, couverture couleur, broché (ISBN 978-2-7234-2945-0 et 2-7234-2945-8, OCLC 422071415, BNF 39110010, présentation en ligne)